# 謝家橋駅

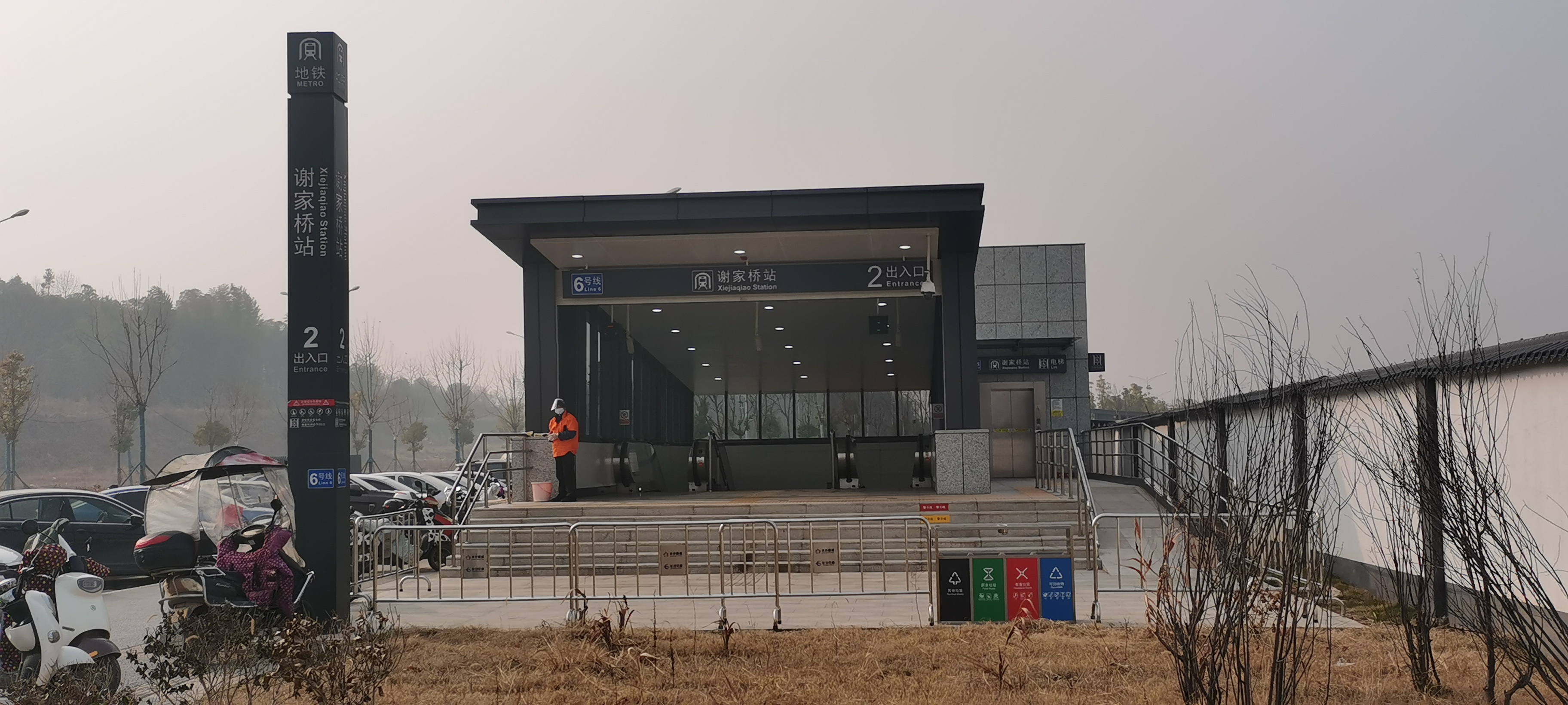
謝家橋駅2番出口

謝家橋駅（しゃかきょうえき、中文表記: 谢家桥站、英文表記: Xiejiaqiao station）は、中華人民共和国湖南省長沙市望城区にある長沙地下鉄6号線の駅である。

## 駅周辺
- 梧桐路
- 雷蓮路
- 夏鵑路